# Tarachodes maurus
Tarachodes maurus es una especie de mantis de la familia Tarachodidae.

## Distribución geográfica
Se encuentra en Camerún, Malaui, Mozambique, Namibia, Tanzania, y  Natal,  y Transvaal en (Sudáfrica).